# Daniel Dujshebaev
Daniel Dujshebaev Dovichebaeva (Santander, Cantabria, 4 de julio de 1997), conocido como Dani Dujshebaev, es un balonmanista español que juega de central en el KS Kielce. Es hermano menor del también jugador de balonmano Alex Dujshebaev e hijo de Talant Dujshebaev, uno de los mejores balonmanistas de la historia.
Debutó con la selección de balonmano de España absoluta en mayo de 2017 en un partido que les enfrentó contra la selección austriaca.

## Carrera
Al igual que su hermano, creció y se formó como deportista en Ciudad Real. Comenzó jugando en las canteras  del BM Prado Marianistas, BM Ciudad Real y del Atlético de Madrid. En 2013 pasó a formar parte de la cantera del FC Barcelona, con el que llegó a debutar en la Liga ASOBAL. Sin embargo, aquí no tuvo suficiente protagonismo en la máxima categoría, por lo que fue fichado por el BM Atlético Valladolid. En este club realizó un principio de temporada irregular. Sin embargo, para el verano de 2017, fichó por el Vive Tauron Kielce, uno de los equipos punteros de Europa, en el que coincidió con su padre, ya que entrenaba al club polaco, y también coincidió con su hermano Alex Dujshebaev.
Con la selección ganó la medalla de oro en el Campeonato  Europeo de Balonmano Masculino Junior de 2016.
En verano de 2017 se marchó cedido al RK Celje esloveno, tras ganar la medalla de oro en el Campeonato Mundial de Balonmano Masculino Junior de 2017.
Fue convocado con la selección para la disputa del Campeonato Europeo de Balonmano Masculino de 2018, donde ganó la medalla de oro con la selección española.

## Clubes
- BM Prado Marianistas (categorías inferiores)
- BM Ciudad Real (categoría inferiores)
- Atlético de Madrid (2011-2013, categorías inferiores)
- FC Barcelona (2013-2016)
- BM Atlético Valladolid (2016-2017) (cedido)
- RK Celje (2017-2018, cedido)
- Vive Tauron Kielce (2018-act.)

## Palmarés

### Selección nacional
| Juegos Olímpicos     | Juegos Olímpicos          | Juegos Olímpicos  | Juegos Olímpicos |
| Año                  | Lugar                     | Medalla           |                  |
| -------------------- | ------------------------- | ----------------- | ---------------- |
| 2024                 | París                     | Medalla de bronce |                  |
| Campeonato Mundial   |                           |                   |                  |
| Año                  | Lugar                     | Medalla           |                  |
| 2021                 | Egipto                    | Medalla de bronce |                  |
| 2023                 | Polonia y Suecia          | Medalla de bronce |                  |
| Campeonato Europeo   |                           |                   |                  |
| Año                  | Lugar                     | Medalla           |                  |
| 2018                 | Croacia                   | Medalla de oro    |                  |
| 2020                 | Austria, Noruega y Suecia | Medalla de oro    |                  |
| Juegos Mediterráneos |                           |                   |                  |
| Año                  | Lugar                     | Medalla           |                  |
| 2018                 | Tarragona                 | Medalla de bronce |                  |

### Celje
- Liga de balonmano de Eslovenia (1): 2018
- Copa de Eslovenia de balonmano (1): 2018

### Kielce
- Liga de Polonia de balonmano (5): 2019, 2020, 2021, 2022, 2023
- Copa de Polonia de balonmano (2): 2019, 2021